# Mangghystau (Gebiet)
Das Gebiet Mangghystau (kasachisch Маңғыстау облысы Mangghystau oblyssy; russisch Мангистауская область Mangistauskaja oblast) ist ein Oblys im Westen Kasachstans. Es ist nur dünn besiedelt und hat eine Fläche von über 165.000 km².

## Geografie

### Geografische Lage
Mangghystau liegt im Westen Kasachstans und grenzt im Westen ans Kaspische Meer, im Süden an die Republik Turkmenistan, im Osten an die Republik Usbekistan und im Norden an die kasachischen Gebiete Atyrau und Aqtöbe.
Landschaftlich umfasst es den kasachischen Teil des wüstenartigen Ustjurt-Plateaus, die weit ins Kaspische Meer ragende Halbinsel Mangyschlak mit dem Mangghystau-Gebirge, sowie die von Salzsümpfen bedeckte Halbinsel Busatschi.

### Klima
Das Klima im Mangghystau-Gebiet ist extrem kontinental. Mittlere Temperatur im Januar von −4 °C bis −9 °C und im Juli von +25 °C bis +29 °C. Jahresniederschlagswerte liegen bei 100–150 mm.

### Flora und Fauna
Das staatliche Naturschutzgebiet „Ustjurt“ ist Heimat von 263 Pflanzenarten und mannigfaltigen Tierarten. Zu den seltenen Vögeln gehören Flamingos, Tatarfalken, Wanderfalken, Geier und Uhus. Unter den hier lebenden Säugetieren sind das Ustjurter Mufflon, die persische Gazelle, der Wüstenluchs, die Steppenkatze, der Steppeniltis, die Barchankatze und der Gepard zu nennen.

## Bevölkerung
Am 1. Dezember 2006 lebten im Gebiet Mangghystau rund 373.400 Menschen, was 2,4 % der Gesamtbevölkerung des Staates ausmacht. Die Stadtbevölkerung beträgt ca. 283.200 Menschen oder 75,9 %. Die Bevölkerungsdichte beträgt 2,2 Menschen pro km² (zum Vergleich: Kasachstan gesamt 5,57 Menschen pro km²).
Mehr als 90 Nationalitäten leben im Gebiet, davon sind ca. 74 % Kasachen und 17 % Russen.
| Jahr  | Einwohner |
| ----- | --------- |
| 1970¹ | 156.411   |
| 1979¹ | 252.431   |
| 1989¹ | 322.728   |
| 1999¹ | 314.669   |
| 2000  | 315.203   |
| 2001  | 319.191   |
| 2002  | 328.265   |

| Jahr  | Einwohner |
| ----- | --------- |
| 2003  | 338.612   |
| 2004  | 349.668   |
| 2005  | 361.754   |
| 2006  | 374.430   |
| 2007  | 390.531   |
| 2008  | 407.403   |
| 2009¹ | 482.631   |

| Jahr | Einwohner |
| ---- | --------- |
| 2010 | 503.241   |
| 2011 | 524.185   |
| 2012 | 545.789   |
| 2013 | 567.770   |
| 2014 | 587.431   |
| 2015 | 606.843   |
| 2016 | 626.774   |

| Jahr | Einwohner |
| ---- | --------- |
| 2017 | 642.824   |
| 2018 | 660.317   |
| 2019 | 678.199   |
| 2020 | 698.796   |

¹ Volkszählungsergebnis

## Politik und Verwaltung

### Verwaltungsgliederung
Das Gebiet ist in sieben Bezirke (kasachisch Аудан Audan; russisch Район Rajon) unterteilt. Dabei stellen die beiden Städte Aqtau und Schangaösen jeweils einen eigenen städtischen Bezirk dar. Es gibt im Gebiet Mangghystau neben Aqtau und Schangaösen noch eine weitere Stadt: Fort Schewtschenko.

Administrative Gliederung des Gebietes Mangghystau

| Audan                 | Fläche [km²] | Einwohner | Verwaltungssitz    |
| --------------------- | ------------ | --------- | ------------------ |
| Aqtau (Stadt)         | 76           | 293.555   | Aqtau              |
| Beineu                | 40.519       | 72.842    | Beineu             |
| Qaraqija              | 64.297       | 36.484    | Quryq              |
| Mangghystau           | 47.018       | 34.850    | Schetpe            |
| Munaily               | 4.922        | 172.701   | Mangghystau        |
| Schangaösen (Stadt)   | 52           | 154.044   | Schangaösen        |
| Tüpqaraghan           | 8.520        | 40.887    | Fort Schewtschenko |
| Stand: 1. Januar 2025 |              |           |                    |

### Äkim (Gouverneur)
Liste der Gouverneure (kasachisch Әкім, Äkim) des Gebietes Mangghystau seit 1992:
| Nr. | Name                       | Amtszeit (Beginn)  | Amtszeit (Ende)    |
| --- | -------------------------- | ------------------ | ------------------ |
| 1   | Fjodor Nowikow             | 12. Februar 1992   | 18. November 1993  |
| 2   | Lässat Qiynow              | 18. November 1993  | 29. September 1995 |
| 3   | Wjatscheslaw Lewitin       | 29. September 1995 | 4. Dezember 1997   |
| 4   | Nikolai Bajew              | 4. Dezember 1997   | 18. Februar 1999   |
| 5   | Lässat Qiynow              | 18. Februar 1999   | 20. Februar 2002   |
| 6   | Bolat Palymbetow           | 20. Februar 2002   | 24. Januar 2006    |
| 7   | Qyrymbek Köscherbajew      | 24. Januar 2006    | 22. Dezember 2011  |
| 8   | Bauyrschan Muchametschanow | 22. Dezember 2011  | 18. Januar 2013    |
| 9   | Alik Aidarbajew            | 18. Januar 2013    | 14. März 2017      |
| 10  | Jeraly Toghschanow         | 14. März 2017      | 13. Juni 2019      |
| 11  | Serikbai Turymow           | 13. Juni 2019      | 7. September 2021  |
| 12  | Nurlan Noghajew            | 7. September 2021  | 16. Mai 2024       |
| 13  | Nurdäulet Qilybaj          | 17. Mai 2024       | amtierend          |

## Wirtschaft
Die bedeutendsten Wirtschaftszweige der Region sind Erdöl- und Erdgasförderung.